# Amblyseius aricae
Amblyseius aricae är en spindeldjursart som beskrevs av Wolfgang Karg 1976. Amblyseius aricae ingår i släktet Amblyseius och familjen Phytoseiidae. Inga underarter finns listade i Catalogue of Life.